# Російська акція

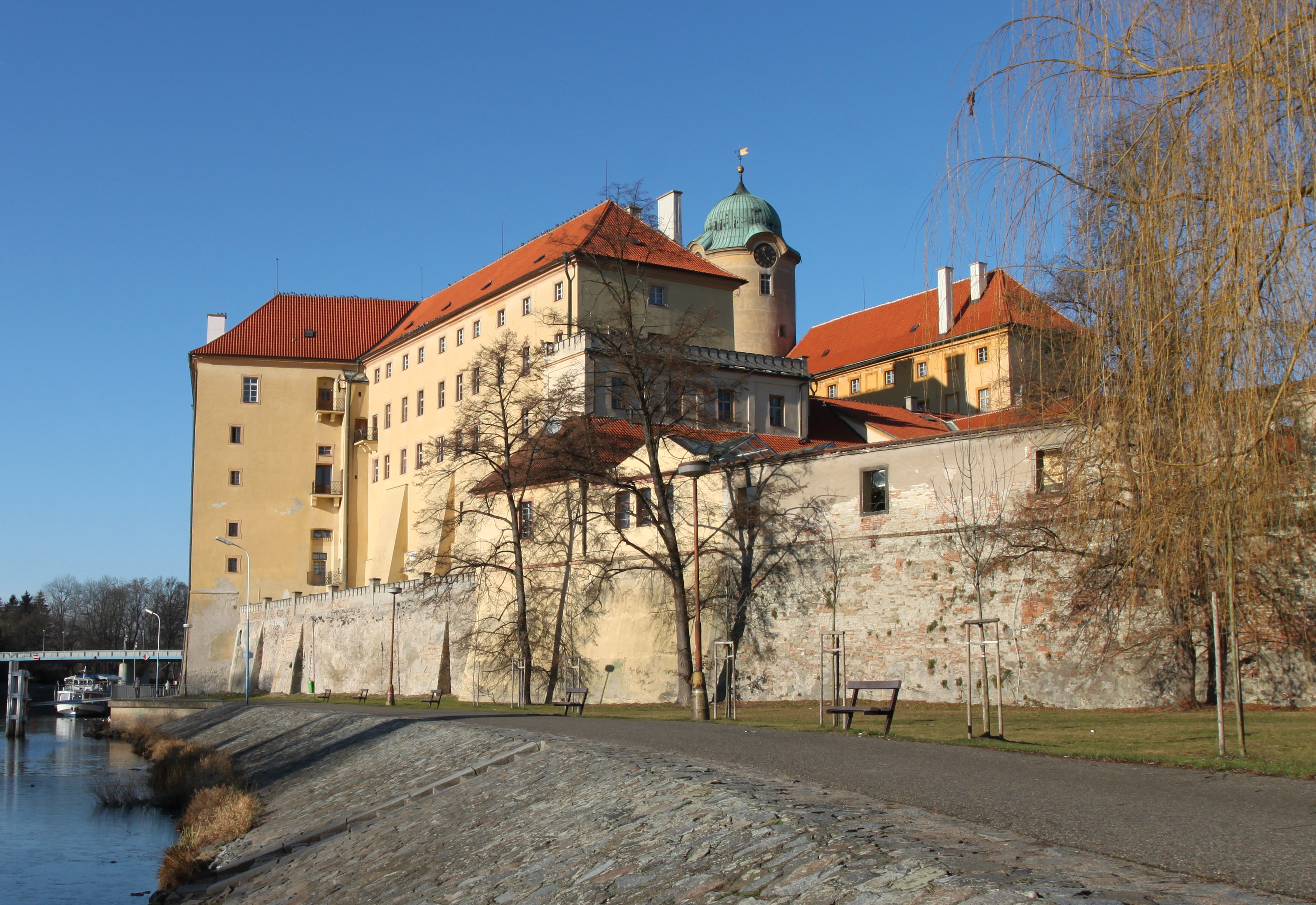
Подебрадський замок з 1922 по 1935 рр. слугував осідком Української господарської академії.

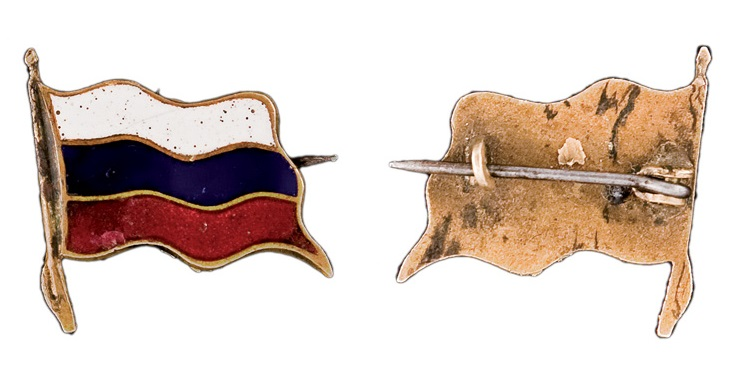
Знак «Російської акції» для російських білоемігрантів, які проживали в Чехословаччині. Мав кілька різновидів, які виготовлялися з 1921 по 1938 рр.

Російська акція допомоги (чеськ. ruská pomocná akce, рос. Русская акция помощи) — першопочатково — програма допомоги, оголошена Чехословацьким урядом в 1921 біженцям з терен колишньої Російської імперії, змушеним емігрувати після жовтневого перевороту. 
Пізніше в емігрантських колах назва «російська акція» (рос. русская акция) стала узагальненою назвою допомоги, яка надавалась українським, російським та білоруським біженцям у 1918—1927 роках Болгарією, Німеччиною, Францією, Королівством Сербів, Хорватів та Словенців та іншими країнами, які прийняли емігрантів.

## Російська акція в Чехословаччині
Особливий внесок у цю програму зробила Чехословаччина, на чолі з президентом Томашем Масаріком, міністром закордонних справ Едвардом Бенешем та прем'єр-міністром Карелом Крамаржем. Програма Чехословацького уряду була спрямована не лише на асиміляцію біженців у Чехословаччині, а й на збереження та розвиток їхньої власної культури та науки. Виховання і підготовка російських національних фахівців — інженерів, вчителів, управлінців — вважалися вигідними для молодої Чехо-Словацької держави, яка для захисту свого існування від німецької та угорської загрози, потребувала відновлення на своєму східному кордоні потужної національної Росії, яка, як очікувалося в 1920-х роках, скоро зможе скинути владу більшовиків і їй знадобляться національні кадри управління. Такий підхід робив чехословацьку програму допомоги російським біженцям унікальною.
Чехословацька влада залучала в країну переважно діячів науки, економістів, інженерів, агрономів, письменників, поетів, театральних діячів та молодь — для здобуття освіти за рахунок Чехословацької держави. «Російська акція» у Чехословаччині фінансувалася з державного бюджету, переважно міністерства закордонних справ. Було організовано першу допомогу біженцям, які залишилися без засобів для існування. Але не тільки — акція передбачала всебічну підтримку — від матеріальної підтримки тих, хто потребує коштів на розвиток культури, освіти, отримання медичної допомоги, — для літніх, інвалідів та непрацездатних медицина була безкоштовною.